# イアゴ・ジュステン・マイダナ・マルティンス
イアゴ・マイダナ（Iago Maidana）ことイアゴ・ジュステン・マイダナ・マルティンス（ポルトガル語: Iago Justen Maidana Martins、1996年2月6日 - ）は、ブラジルのサッカー選手。ポジションはDF。

## 経歴
リオグランデ・ド・スル州クルス・アウタに生まれた。スピードは遅いが、195cmの体格にディフェンスセンスを兼ね備えており、競り合いに強い。クリシューマECでトップチームに昇格し、2014年11月23日にカンピオナート・ブラジレイロ・セリエAで初出場。2015年9月7日に契約を解除したが、所有権の数割はクリシューマに残した。その半月後にモンテ・クリストECから所有権の60%を200万レアルで買い取ったサンパウロFCに移籍。サンパウロFCのU-20チームに配属された。

## 代表歴
2015年5月15日に2015 FIFA U-20ワールドカップに臨むU-20代表のメンバー入りをした。